# يوهان بيترو
يوهان بيترو (بالفرنسية: Johan Petro)‏ مواليد 27 يناير 1986 في باريس، هو لاعب كرة سلة فرنسي بدأ مسيرته الاحترافية في سنة 2003 حيث تم اختياره من قبل فريق سياتل سوبرسونيكس خلال الدرافت. يبلغ طوله 7 قدم 0 بوصة (2.1 م).

## فرق لعب لها
- دنفر ناغتس
- بروكلين نتس
- أتلانتا هوكس
- ليموج سي إس بي

## إحصائيات المسيرة

### الموسم الاعتيادي
| السنة   | الفريق               | لعب | بدأ | دقيقة | ميداني% | ثلاثية | حرة  | ارتداد | صنع | استلاب | تصدي | نقطة |
| ------- | -------------------- | --- | --- | ----- | ------- | ------ | ---- | ------ | --- | ------ | ---- | ---- |
| 2005–06 | سياتل سوبرسونيكس     | 68  | 41  | 18.9  | .510    | .000   | .627 | 4.4    | .2  | .4     | .8   | 5.2  |
| 2006–07 | سياتل سوبرسونيكس     | 81  | 13  | 18.6  | .516    | .000   | .649 | 4.1    | .6  | .5     | .6   | 6.2  |
| 2007–08 | سياتل سوبرسونيكس     | 72  | 28  | 18.2  | .419    | .000   | .736 | 5.1    | .4  | .5     | .6   | 6.0  |
| 2008–09 | أوكلاهوما سيتي ثاندر | 22  | 12  | 18.2  | .407    | .000   | .667 | 4.3    | .3  | .7     | .2   | 4.6  |
| 2008–09 | دنفر ناغتس           | 27  | 10  | 8.1   | .429    | .000   | .429 | 2.3    | .4  | .1     | .4   | 2.2  |
| 2009–10 | دنفر ناغتس           | 36  | 16  | 12.1  | .535    | .000   | .667 | 3.6    | .4  | .3     | .4   | 3.4  |
| 2010–11 | بروكلين نتس          | 77  | 1   | 11.6  | .445    | .000   | .536 | 2.8    | .6  | .4     | .4   | 3.5  |
| 2011–12 | بروكلين نتس          | 59  | 10  | 15.6  | .419    | 1.000  | .838 | 3.8    | .8  | .4     | .4   | 4.2  |
| 2012–13 | أتلانتا هوكس         | 31  | 8   | 11.4  | .436    | .250   | .917 | 3.6    | .5  | .3     | .3   | 3.5  |
| المسيرة |                      | 473 | 139 | 15.4  | .462    | .154   | .678 | 3.9    | .5  | .4     | .5   | 4.7  |

### التصفيات
| السنة   | الفريق       | لعب | بدأ | دقيقة | ميداني% | ثلاثية | حرة  | ارتداد | صنع | استلاب | تصدي | نقطة |
| ------- | ------------ | --- | --- | ----- | ------- | ------ | ---- | ------ | --- | ------ | ---- | ---- |
| 2009    | دنفر ناغتس   | 10  | 0   | 2.6   | .222    | .000   | .625 | .6     | .1  | .0     | .1   | .9   |
| 2010    | دنفر ناغتس   | 6   | 1   | 7.5   | .545    | .000   | .500 | 1.8    | .2  | .2     | .5   | 2.2  |
| 2013    | أتلانتا هوكس | 6   | 4   | 16.8  | .519    | .000   | .500 | 3.7    | .7  | .2     | .7   | 4.8  |
| المسيرة |              | 22  | 5   | 7.8   | .468    | .000   | .583 | 1.8    | .3  | .1     | .4   | 2.3  |

## روابط خارجية
- يوهان بيترو على موقع الاتحاد الدولي لكرة السلة (الإنجليزية)
- يوهان بيترو على موقع الدوري الأوروبي لكرة السلة (الإنجليزية)
- يوهان بيترو على موقع إن بي أي (الإنجليزية)
- يوهان بيترو على موقع سبورتس رفرنس (الإنجليزية)
- يوهان بيترو على موقع كرة السلة الأوروبية.كوم (الإنجليزية)
- يوهان بيترو على موقع ريلجم (الإنجليزية)
- يوهان بيترو على موقع بروبوليرز (الإنجليزية)
- يوهان بيترو على موقع سبورتس رفرنس (الإنجليزية)
- يوهان بيترو على موقع سبورتس رفرنس (الإنجليزية)